# John Gilmore
John Gilmore (28. september 1931 i Mississippi – 19. august 1995 i Philadelphia, Pennsylvanien) var en amerikansk tenorsaxofonist og klarinetist. 
Gilmore hører til en af den moderne jazz vigtige saxofonister. Selvom han ikke er så kendt som feks. Sonny Rollins og John Coltrane, havde han en personlig stil, tone og måde at spille på.
Han er nok bedst kendt for sit virke og sin dedikation til Sun Ra og dennes Arkestra (1953-1993). 
Gilmore har også spillet og indspillet med Pete La Roca, Paul Bley, Andrew Hill, Chick Corea, Clifford Jordan, Art Blakey, Horace Silver og McCoy Tyner.